# Municipio de Morse (condado de Itasca)
El municipio de Morse (en inglés: Morse Township) es un municipio ubicado en el condado de Itasca en el estado estadounidense de Minnesota. En el año 2010 tenía una población de 615 habitantes y una densidad poblacional de 6,43 personas por km².

## Geografía
El municipio de Morse se encuentra ubicado en las coordenadas 47°20′58″N 93°51′16″O / 47.34944, -93.85444. Según la Oficina del Censo de los Estados Unidos, el municipio tiene una superficie total de 95.62 km², de la cual 93,74 km² corresponden a tierra firme y (1,96 %) 1,88 km² es agua.

## Demografía
Según el censo de 2010, había 615 personas residiendo en el municipio de Morse. La densidad de población era de 6,43 hab./km². De los 615 habitantes, el municipio de Morse estaba compuesto por el 87,8 % blancos, el 0,81 % eran afroamericanos, el 4,55 % eran amerindios y el 6,83 % eran de una mezcla de razas. Del total de la población el 0,98 % eran hispanos o latinos de cualquier raza.